# In and Out - Out and In - And In and Out - And Out and In
 (avril 2018).
Si vous disposez d'ouvrages ou d'articles de référence ou si vous connaissez des sites web de qualité traitant du thème abordé ici, merci de compléter l'article en donnant les références utiles à sa vérifiabilité et en les liant à la section « Notes et références ».

IN AND OUT - OUT AND IN - AND IN AND OUT - AND OUT AND IN est une œuvre de l'artiste américain Lawrence Weiner située à Genève, en Suisse. 
Créée en 1971, elle est considérée comme l'une des œuvres majeures de l'artiste. Elle figure dans la collection d'œuvres minimales et conceptuelles de Ghislain Mollet-Viéville.

## Description
L'œuvre consiste en l'énoncé textuel :
« IN AND OUT
OUT AND IN
AND IN AND OUT
AND OUT AND IN »
L'énoncé peut alors être présenté au mur, ou, comme le préconise l'artiste, le propriétaire de l'artiste [Quoi ?] ou quelqu'un d'autre que celui-ci peuvent interpréter le sens des mots pour donner une autre forme à l'œuvre. L'artiste parle alors de la « prise en charge » de l'œuvre, sous sa responsabilité, puisqu'il en reste l'auteur.

## Localisation
L'œuvre est visible depuis 1994, aux fenêtres du MAMCO à Genève.

## Historique
L'œuvre a été initialement conçue en 1971, alors que Weiner s'était récemment installé à Amsterdam et que le Museum of Modern Art de New York l'a invité à exposer sur ses fenêtres.
Lors d’un vernissage commun des galeries de Beaubourg, à Paris, Ghislain Mollet-Viéville a choisi de présenter l’oeuvre chez Picard Surgelés sans rien installer ni modifier à l’espace et à l’activité habituelle du magasin, si bien que IN AND OUT ne se révélait que dans les allées et venues des visiteurs de l’exposition qui entraient (IN) et sortaient (OUT).
Auparavant l'œuvre a été visible sur les fenêtres de la librairie du Quartier, centre d'art de Quimper, fermé depuis 2016.